# Fuerza de superficie

Bloque en una rampa y diagrama de cuerpo libre correspondiente del bloque que muestra la fuerza de superficie de la rampa a la base del bloque y separando los dos componentes, una fuerza normal N y una fuerza de fricción cortante f, junto con la fuerza de cuerpo de gravedad mg actuando en el centro de masa.

La fuerza de superficie, denotada por fs ,es la fuerza que actúa a través de un elemento de superficie interno o externo  en un material. Fuerza de superficie puede ser descompuesta a dos componentes perpendiculares: fuerzas normales y fuerzas cortantes. La fuerza normal actúa normalmente sobre una área y una fuerza cortante actúa  tangencialmente sobre una área.

## Ecuaciones para fuerza de superficie

### Fuerza de superficie debido a presión
{\displaystyle f_{s}=p\cdot A\ }, donde f = fuerza, p = presión, y A = área en la que actúa una presión uniforme

## Ejemplos

### Presión relacionada con fuerza de superficie
La presión es  {\displaystyle {\frac {\mathit {fuerza}}{\mathit {area}}}=\mathrm {\frac {N}{m^{2}}} }, y el área es,{\displaystyle (largo)\cdot (ancho)=\mathrm {m\cdot m} =\mathrm {m^{2}} }
Una presión de {\displaystyle 5\ \mathrm {\frac {N}{m^{2}}} =5\ \mathrm {Pa} } sobre un área de {\displaystyle 20\ \mathrm {m^{2}} } producirá  una fuerza de superficie de .{\displaystyle (5\ \mathrm {Pa} )\cdot (20\ \mathrm {m^{2}} )=100\ \mathrm {N} }